# Белый тигр
Белый тигр — особь бенгальского тигра с врождённой мутацией. Мутация приводит к частичной белой окраске, а именно к чёрно-коричневым полосам на белом мехе и голубым глазам. Такая окраска очень редко встречается среди диких животных. Частота появления белых тигров — 1 особь на 10 000 с нормальным окрасом. Сообщения о белом тигре в течение многих десятилетий поступали из Ассама, Бенгалии, Бихара и особенно с территории бывшего туземного княжества Рева. Вопреки заблуждениям, белый тигр не считается отдельным подвидом.

## История
Первое обнаружение белого тигра в природе, тем не менее, относят к 1951 году, когда один из охотников забрал из найденного им логова белого тигра-самца и затем безуспешно пытался получить от него такое же потомство от самки с нормальным окрасом, но затем всё-таки преуспел в создании второго поколения белых тигров. Со временем популяция значительно расширилась: все белые тигры, которые сейчас содержатся в неволе, являются потомками той самой найденной особи и имеют родство друг с другом. Сейчас в неволе содержится около 130 белых тигров, из них около 100 — в Индии. Последний известный в природе белый тигр был застрелен в 1958 году.

## Дефекты
Белые тигры, как правило, меньше с детского возраста, чем обычные бенгальские тигры, и часто, вследствие близкородственного спаривания, имеют различные генетические дефекты, в том числе плохое зрение, косолапость, изогнутые позвоночник и шею, а также проблемы с почками.
Тем не менее, утверждение о том, что младенческая смертность среди белых тигров крайне высока, на деле не соответствует действительности.

## Заблуждения
Мнение о том, что белые тигры являются альбиносами, ошибочно. На самом деле, такая окраска вызвана наличием рецессивных генов. Настоящий тигр-альбинос не имел бы чёрных полос, а его глаза были бы красными. Однако если оба родителя гетерозиготны и имеют оранжевый окрас, то шанс получить от них потомство в виде белого тигра составляет 25 %. У родителей, где один белый тигр, а другой оранжевый гетерозиготный, аналогичный шанс возрастает до 50 %, однако в этом случае всё потомство будет иметь оранжевый окрас с геном. Также дефект косоглазия вызван не близкородственным спариванием, а рециссивной мутацией.